# Crisina parvula
Crisina parvula is een mosdiertjessoort uit de familie van de Crisinidae. De wetenschappelijke naam van de soort is voor het eerst geldig gepubliceerd in 1976 door Brood.